# Serie B 2006/2007
Soutěžní ročník Serie B 2006/07 byl 75. ročník druhé nejvyšší italské fotbalové ligy. Soutěž začala 9. září 2006 a skončila 10. června 2007. Účastnilo se jí opět 22 týmů z toho se 15 kvalifikovalo z minulého ročníku, 3 ze Serie A a 4 ze třetí ligy. Nováčci ze třetí ligy jsou: SSC Neapol, Spezia Calcio, Janov CFC, Frosinone Calcio.
Poprvé ve své klubové historii Juventus FC hrálo druhou ligu. Klub byl potrestán za korupční skandál v roce 2006. Klub měl sezonu začít z odečtem 30 bodů, nakonec bylo odečteno 9 bodů.
První 3 kluby v tabulce postupovali přímo do Serie A. Play off se nehrálo, protože podle pravidel byl rozdíl mezi 3. a 4. místem 10 bodů. Play off se hraje když je rozdíl 9 bodů. Sestupovali poslední 3 kluby v tabulce (20., 21. a 22. místo) přímo a klub který skončil na 18. a 19. místě se utkali na 2 zápasy v play out, poražený sestoupil do Serie C1.

## Tabulka
| Poř. | Tým                   | Z  | V  | R  | P  | VG | OG | B  |
| ---- | --------------------- | -- | -- | -- | -- | -- | -- | -- |
| 1.   | Juventus FC 1         | 42 | 28 | 10 | 4  | 83 | 30 | 85 |
| 2.   | SSC Neapol            | 42 | 21 | 16 | 5  | 52 | 29 | 79 |
| 3.   | Janov CFC             | 42 | 23 | 9  | 10 | 68 | 44 | 78 |
| 4.   | Piacenza FC           | 42 | 20 | 8  | 14 | 57 | 50 | 68 |
| 5.   | FC Rimini Calcio      | 42 | 17 | 16 | 9  | 55 | 38 | 67 |
| 6.   | Brescia Calcio        | 42 | 19 | 10 | 13 | 51 | 43 | 67 |
| 7.   | Bologna FC 1909       | 42 | 18 | 11 | 13 | 52 | 43 | 65 |
| 8.   | AC Mantova            | 42 | 15 | 19 | 8  | 47 | 36 | 64 |
| 9.   | US Lecce              | 42 | 17 | 7  | 18 | 56 | 53 | 58 |
| 10.  | UC AlbinoLeffe        | 42 | 11 | 20 | 11 | 46 | 48 | 53 |
| 11.  | Vicenza Calcio        | 42 | 12 | 14 | 16 | 42 | 43 | 50 |
| 12.  | Frosinone Calcio      | 42 | 12 | 14 | 16 | 44 | 54 | 50 |
| 13.  | Treviso FBC           | 42 | 11 | 17 | 14 | 44 | 47 | 50 |
| 14.  | AS Bari               | 42 | 12 | 14 | 16 | 40 | 46 | 50 |
| 15.  | AC Cesena             | 42 | 12 | 13 | 17 | 38 | 46 | 49 |
| 16.  | FC Modena             | 42 | 12 | 13 | 17 | 38 | 46 | 49 |
| 17.  | US Triestina Calcio 2 | 42 | 11 | 16 | 15 | 37 | 48 | 48 |
| 18.  | Hellas Verona FC      | 42 | 12 | 12 | 18 | 34 | 46 | 48 |
| 19.  | Spezia Calcio         | 42 | 11 | 13 | 18 | 50 | 61 | 46 |
| 20.  | AC Arezzo 3           | 42 | 12 | 15 | 15 | 42 | 46 | 45 |
| 21.  | FC Crotone            | 42 | 7  | 11 | 24 | 36 | 67 | 32 |
| 22.  | Pescara Calcio 2      | 42 | 5  | 10 | 27 | 36 | 77 | 24 |

Poznámky
- Z = Odehrané zápasy; V = Vítězství; R = Remízy; P = Prohry; VG = Vstřelené góly; OG = Obdržené góly; B = Body
- 1  Juventus FC přišel během sezóny o 9 bodů.
- 2  US Triestina Calcio a Pescara Calcio přišly během sezóny o 1 bod.
- 3  AC Arezzo přišlo během sezóny o 6 bodů.

|  | Postup do Serie A 2007/08  |
|  | Sestup do Serie C1 2007/08 |

## Play out
Boj o setrvání v Serii B.
Spezia Calcio - Hellas Verona FC 2:1 a 0:0
V Serii B zůstal klub Spezia Calcio. Klub Hellas Verona FC sestoupil do třetí ligy.